# Не иди од куће, дерле
Не иди од куће, дерле је позоришна представа коју је режирала Невена Мијатовић на основу текста Ирене Парезановић. Премијерно је приказана 27. децембра 2019. у позоришту ДАДОВ.
Представа истражује питање слободе и нових почетака.

## Радња
Главни лик Дерле живи у футуристички приказаном уређеном систему где постоји јасна хијерархија, правила се поштују и влада диктатура. Он снажно осећа да не припада таквом друштву.
Дерле се заљубљује  у Ану, која је оличење неспутаности. Са њом, он спознаје слободу. Дерле се окреће природи и открива свој прави идентитет те одлази од своје куће, за шта плаћа цену.

## Улоге
| Лица | Глумци                |
| ---- | --------------------- |
|      | Влада Папрић          |
|      | Јелена Благојевић     |
|      | Будимир Стошић        |
|      | Анастасија Мартиновић |
|      | Петар Богдановић      |
|      | Филип Папрић          |
|      | Лазар Ненадовић       |
|      | Александра Урошевић   |
|      | Драган Суботић        |
|      | Анђела Вукчевић       |
|      | Ива Ристић            |
|      | Анђела Џаферовић      |
|      | Мина Томић            |
|      | Анђела Крибл          |
|      | Никола Милошевић      |